# Synaptura lusitanica lusitanica
Synaptura lusitanica lusitanica es una subespecie de pez de la familia Soleidae en el orden de los Pleuronectiformes.

## Hábitat
Vive en los fondos arenosos y barrosos.

## Distribución geográfica
Se encuentra desde las  costas de Mauritania hasta las de Angola.